# Christophe Rochus
Christophe Rochus (Namur, 15 dicembre 1978) è un ex tennista belga, passato professionista nel 1996 e ritiratosi a fine 2010.
Fratello maggiore di Olivier Rochus, in carriera non ha conquistato titoli a livello ATP in singolare, raggiungendo la finale a Valencia nel 2003, in cui venne sconfitto da Juan Carlos Ferrero, e a Rotterdam nel 2006, in cui venne sconfitto da Radek Štěpánek. Si è aggiudicato un titolo ATP in doppio a Chennai nel 2000 e cinque tornei del circuito Challenger in singolare (Poznan nel 2000, Venezia nel 2001, Lussemburgo nel 2005, Zagabria e St. Brieuc nel 2008).
Su di lui si sono concentrati sospetti di combine in seguito al match di primo turno dell'Hall of Fame Tennis Championships di Newport perso contro il britannico numero 552 del mondo Richard Bloomfield. Secondo il bookmaker anglosassone BetFair intorno all'incontro si sarebbe registrato un movimento anomalo di scommesse pari a 1,5 milioni di dollari (pari a circa 1 milione e 816 000 euro) tanto sostanzialmente da parificare le quote dei due tennisti nonostante la differenza nel ranking (Rochus era intorno alla 160ª posizione). Bloomfield era stato al centro di simili sospetti già nel 2006 in seguito alla vittoria sull'argentino Carlos Berlocq al primo turno di Wimbledon.

## Statistiche

### Singolare

#### Finali perse (2)
| Legenda                                                       |
| Grande Slam (0)                                               |
| Tennis Masters Cup / ATP World Tour Finals (0)                |
| Masters Series / ATP Masters 1000(0)                          |
| ATP International Series Gold / ATP World Tour 500 Series (1) |
| ATP International Series / ATP World Tour 250 Series (1)      |

| Numero | Data             | Torneo                                       | Superficie  | Avversario in finale | Punteggio |
| 1.     | 28 aprile 2003   | Open de Tenis Comunidad Valenciana, Valencia | Terra rossa | Juan Carlos Ferrero  | 2-6, 4-6  |
| 2.     | 20 febbraio 2006 | ABN AMRO World Tennis Tournament, Rotterdam  | Cemento     | Radek Štěpánek       | 0-6, 3-6  |

### Doppio

#### Vittorie (1)
| Legenda                                                       |
| Grande Slam (0)                                               |
| Tennis Masters Cup / ATP World Tour Finals (0)                |
| Masters Series / ATP Masters 1000(0)                          |
| ATP International Series Gold / ATP World Tour 500 Series (0) |
| ATP International Series / ATP World Tour 250 Series (1)      |

| Numero | Data           | Torneo                | Superficie | Compagno       | Avversari in finale          | Punteggio |
| 1.     | 3 gennaio 2000 | Chennai Open, Chennai | Cemento    | Julien Boutter | Saurav Panja Srinath Prahlad | 7-5, 6-1  |

#### Finali perse (2)
| Legenda                                                       |
| Grande Slam (0)                                               |
| Tennis Masters Cup / ATP World Tour Finals (0)                |
| Masters Series / ATP Masters 1000(0)                          |
| ATP International Series Gold / ATP World Tour 500 Series (0) |
| ATP International Series / ATP World Tour 250 Series (2)      |

| Numero | Data           | Torneo                   | Superficie  | Compagno       | Avversari in finale       | Punteggio        |
| 1.     | 25 luglio 2005 | Generali Open, Kitzbühel | Terra rossa | Olivier Rochus | Leoš Friedl Andrei Pavel  | 2-6, 7–6(5), 0-6 |
| 2.     | 2 gennaio 2006 | Qatar Open ATP, Doha     | Cemento     | Olivier Rochus | Jonas Björkman Maks Mirny | 6-2, 3-6, [8-10] |

### Progressione
| Torneo          | 2010 | 2009 | 2008 | 2007 | 2006 | 2005 | 2004 | 2003 | 2002 | 2001 | 2000 | 1999 |
| --------------- | ---- | ---- | ---- | ---- | ---- | ---- | ---- | ---- | ---- | ---- | ---- | ---- |
| Australian Open | 1T   | 1T   | -    | 1T   | 1T   | 1T   | 2T   | 2T   | 2T   | 3T   | 4T   | -    |
| Open di Francia | Q1   | 3T   | -    | 1T   | 2T   | 1T   | 2T   | 2T   | 1T   | 1T   | 1T   | 1T   |
| Wimbledon       | Q1   | 1T   | 1T   | -    | 1T   | 1T   | 1T   | 1T   | 1T   | 1T   | 2T   | -    |
| US Open         | -    | 1T   | -    | 1T   | 1T   | 1T   | -    | 1T   | -    | 2T   | 1T   | -    |